# Sviatoslav Richter

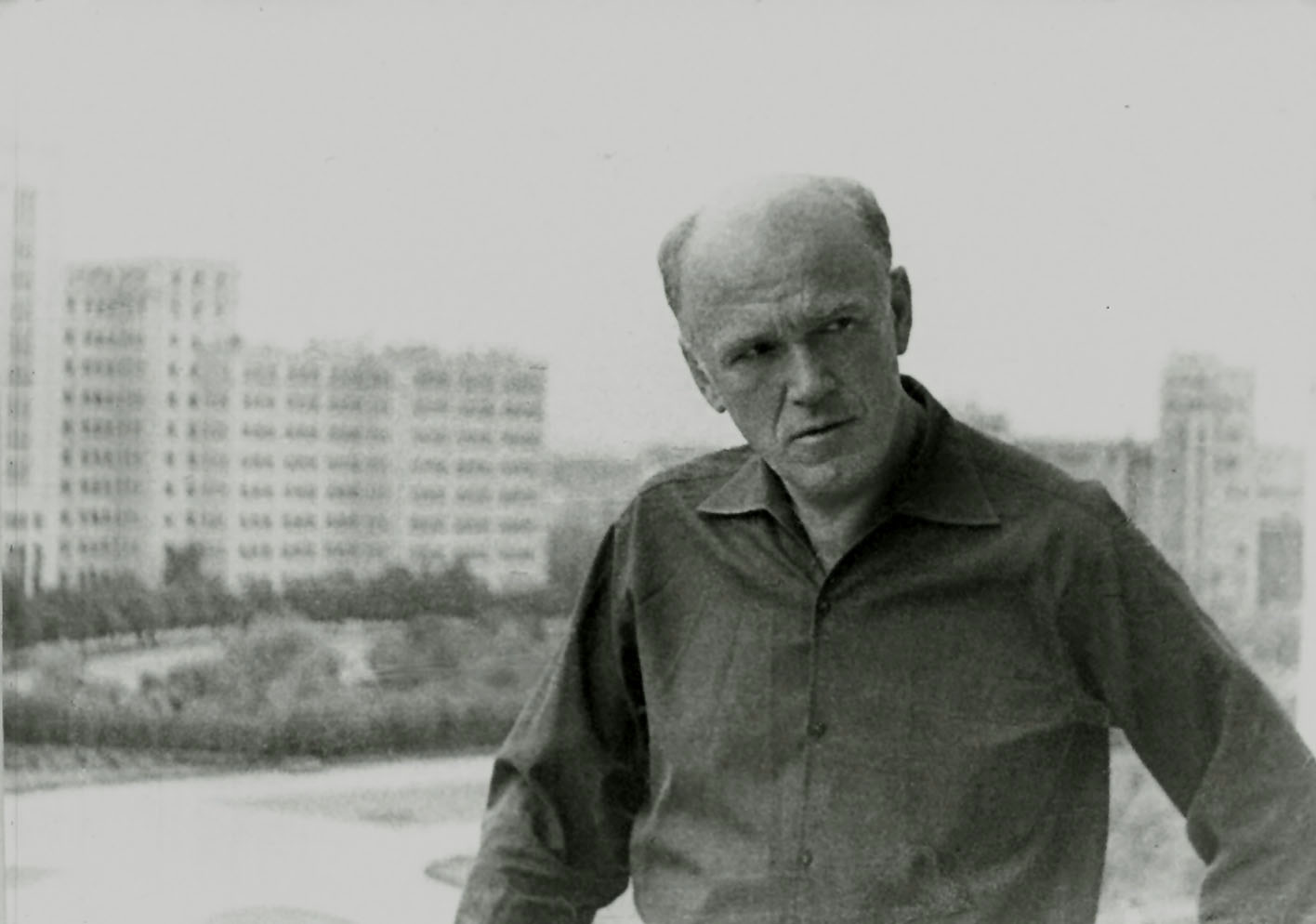
Sviatoslav Richter, 1966

Sviatoslav Teofilovici Richter (Rusă: Святосла́в Теофи́лович Рихтер) (n. 7/20 martie 1915, Jîtomîr, gubernia Volînia⁠(d), Imperiul Rus – d. 1 august 1997, Moscova, Rusia) a fost un pianist ucrainean de origine germană-rusă, unul dintre cei mai mari pianiști ai secolului XX. A fost recunoscut pentru profunzimea interpretării sale, virtuozitatea sa tehnică și repertoriul mare pe care îl stăpânea.